# ميشيل جونسون (واثبة حواجز)
ميشيل جونسون (بالإنجليزية: Michelle Johnson) هي واثبة حواجز ‏ أمريكية، ولدت في 12 أبريل 1974 في بورتلاند في الولايات المتحدة.

## وصلات خارجية
- ميشيل جونسون على موقع الاتحاد الدولي لألعاب القوى (الإنجليزية)